# Carla Simón
Carla Simón Pipó (Barcelona, 29 de diciembre de 1986) es una directora de cine y guionista española. En 2017 la Academia de las Artes y las Ciencias Cinematográficas de España eligió su primer largometraje, Estiu 1993 (2017), rodado en catalán, para representar a España en los Óscar. En 2022 ganó el Oso de Oro de la Berlinale por Alcarràs.
En 2025 fue reconocida con La Cruz de San Jordi.

## Trayectoria
Carla nació en 1986 en Barcelona y creció en Les Planes d'Hostoles, un pequeño pueblo catalán. El sida le arrebató a sus padres cuando tenía seis años y se fue a vivir con sus tíos y con una prima un poco menor a La Garrocha. La experiencia vivida fue la base de su primer largometraje, rodado íntegramente en catalán, Estiu 1993 (2017) y de Romería (2025). Su padre era gallego.
Se graduó en Comunicación Audiovisual por la Universidad Autónoma de Barcelona en 2009; cursó el Máster en TV de Calidad e Innovación organizado por la Televisió de Catalunya en 2010 y el Master of Arts en la Escuela de Cine de Londres (beca de postgrado de Obra Social "la Caixa"). En Londres dirigió el documental Born Positive y el cortometraje de ficción Lipstick.
Desde 2022, y en paralelo con su carrera de cineasta, dirige el programa de Residencias de Guion de la Academia del Cine Catalán.

## Obra

### Estiu 1993 - Verano 1993
Estiu 1993 (Verano 1993), estrenada en 2017, es el primer largometraje de Carla Simón. Fue rodado en catalán y según la autora tiene como objetivo responder al cómo se explica a un menor la muerte y cómo entender lo que está sucediendo a su alrededor desde los silencios y los gestos.
Es un guion autobiográfico escrito por la propia Carla Simón. Estiu 1993 (Verano 1993) narra su infancia: con seis años es adoptada por sus tíos maternos ya que su madre acaba de morir víctima del sida, la misma enfermedad que mató a su padre tres años antes. La película plantea desde la mirada de la niña el difícil proceso de adaptación a su nueva familia de adopción. Las dos niñas protagonistas están interpretada por Laia Artigas, en el papel de la propia Carla Simón, y Paula Robles, en el papel su prima pequeña, junto a David Verdaguer y Bruna Cusí, como los tíos que la acogen en esta nueva familia.
Estiu 1993 está producido por Inicia Films y Avalon P.C. fue seleccionado en la Script Station de la Berlinale donde la directora participó en el T.C. (Talent Campus). El guion fue seleccionado por la SGAE para el laboratorio de creación de guion de la Fundación SGAE. También en el Low Budget Film Forum de les Arcs en Francia, así como en el programa Ekran+ en Polonia y en los programas de Media Sources 2 y L'Alternativa. El rodaje, que duró 6 semanas, se llevó a cabo en la comarca de La Garrocha en catalán.
En 2017 la Academia de las Artes y las Ciencias Cinematográficas de España seleccionó la película para representar a España en los Premios Óscar. La presidenta de la Academia, Yvonne Blake, destacó que se trata de una película "preciosa y tierna" que puede gustar en Hollywood y que aborda temas "muy actuales". La película fue elegida en una terna en la que también estaban Abracadabra, de Pablo Berger, y 1898: Los últimos de Filipinas, de Salvador Calvo.

### Alcarràs
Alcarràs, estrenada en 2022, es el segundo largometraje de la directora barcelonesa. Esta rodada en catalán y es una película con tintes profundamente ecologistas que nos acerca al mundo rural del campesinado catalán a través de una familia que está perdiendo sus tierras contra las grandes empresas de energía.
El guion, escrito por la propia Carla Simón y Arnau Vilaró, nos acerca a la familia Solé que desde hace más de 80 años cuidan y cultivan unas tierras en Alcarrás (provincia de Lérida, Cataluña). Ellos han cultivado melocotoneros durante generaciones, pero se verán obligados a parar ya que la marcha del patriarca de las tierras supondrá la venta de estas a una empresa de placas solares. No es solo lo que da de comer a la familia, también es a lo que han dedicado su vida y que han visto crecer día tras día. Ante esta amenaza, jóvenes y adultos se unirán para cosechar sus melocotones por última vez.
Los tonos neorrealistas de verano 1993 son aún más agravados en Alcarràs: la elección de actores no profesionales, un acercamiento a las miserias de la vida... Todo esto recuerda al cine de Vittorio de Sica o incluso de Rossellini.
Alcarràs esta producida por Avalon PC y Vilaüt Films junto con Kino Produzioni y TV3, con la participación de TVE y Movistar+ y el apoyo de ICAA, ICEC, Creative Europe's MEDIA, Eurimages, MIBACT y la Diputación de Lérida. El castin duró más de dos años, ya que fue interrumpido por la pandemia de COVID y los actores son no profesionales de la provincia de Lérida. El rodaje duró 8 semanas.
La película se proyectó durante la competición oficial de la 72.ª Berlinale, el 15 de febrero de 2022, y ganó el Oso de Oro de aquella edición, hecho por el cual se convirtió en la primera película rodada en catalán en recibir este galardón.

## Filmografía

### Directora

#### Largometrajes
| Año/s | Título      | País              |
| ----- | ----------- | ----------------- |
| 2017  | Verano 1993 | España            |
| 2022  | Alcarràs    | España · Italia   |
| 2025  | Romería     | España · Alemania |

#### Cortometrajes

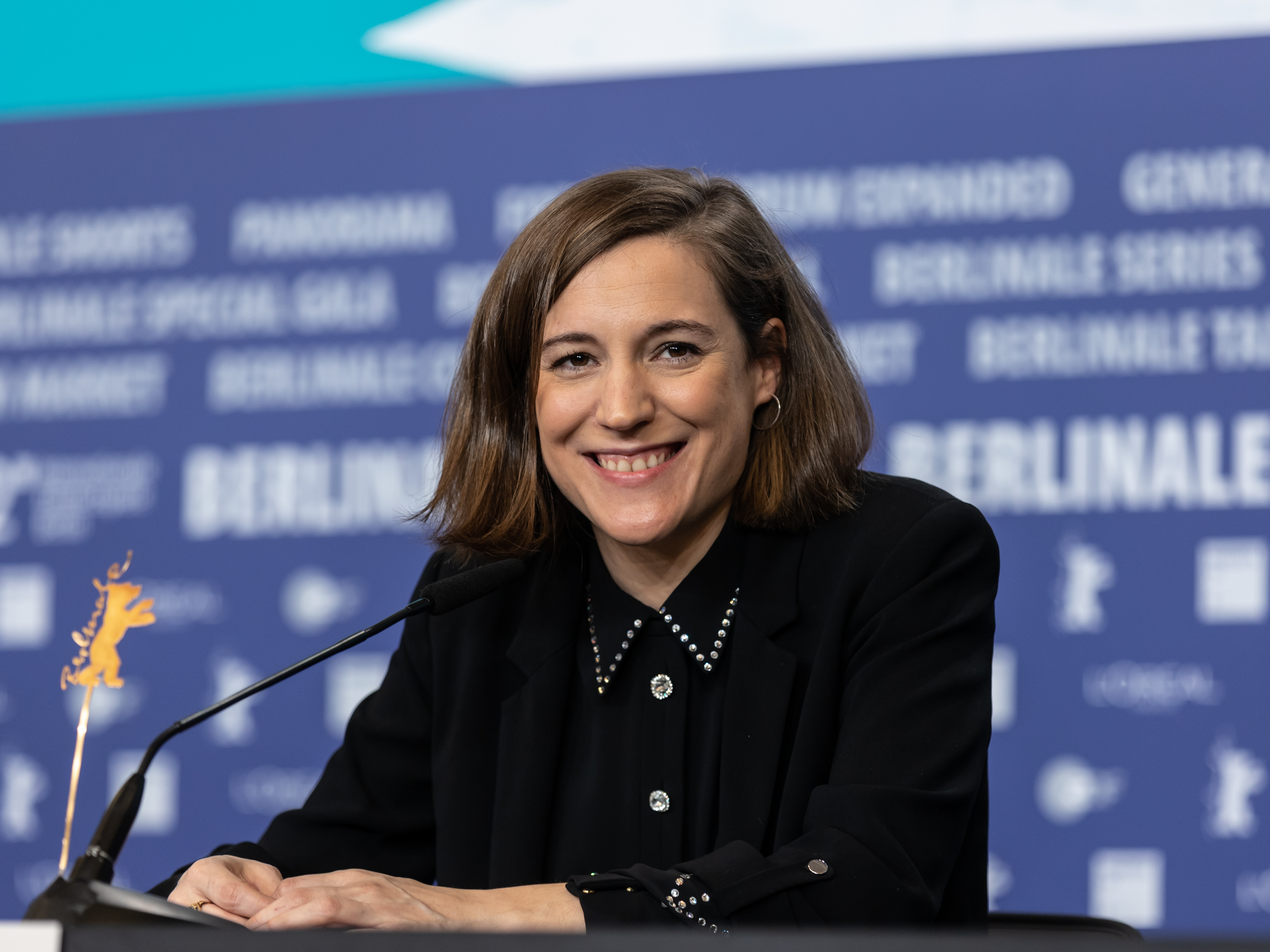
Carla Simón, Oso de Oro a la mejor película en la 72 edición de la Berlinale, 2022.

| Año/s | Título                                             | País           |
| ----- | -------------------------------------------------- | -------------- |
| 2009  | Lovers (Video-poema)                               | Estados Unidos |
| 2009  | Women (video experimental)                         | Estados Unidos |
| 2012  | Born Positive (documental)                         | Reino Unido    |
| 2013  | Lipstick                                           | Reino Unido    |
| 2014  | Las pequeñas cosas                                 | Reino Unido    |
| 2018  | Después También                                    | España         |
| 2020  | Correspondencia (Codirigido con Dominga Sotomayor) | España · Chile |
| 2022  | Carta de mi madre para mi hijo                     | España         |

### Guionista
- 2022 - Alcarràs (largometraje), coguionizado con Arnau Vilaró
- 2018 - Después También (cortometraje), coguionizado con Aina Clotet
- 2017 - Estiu 1993 (Verano 1993), largometraje
- 2012 - Born Positive (documental)
- 2013 - Lipstick (ficción)

## Premios y reconocimientos

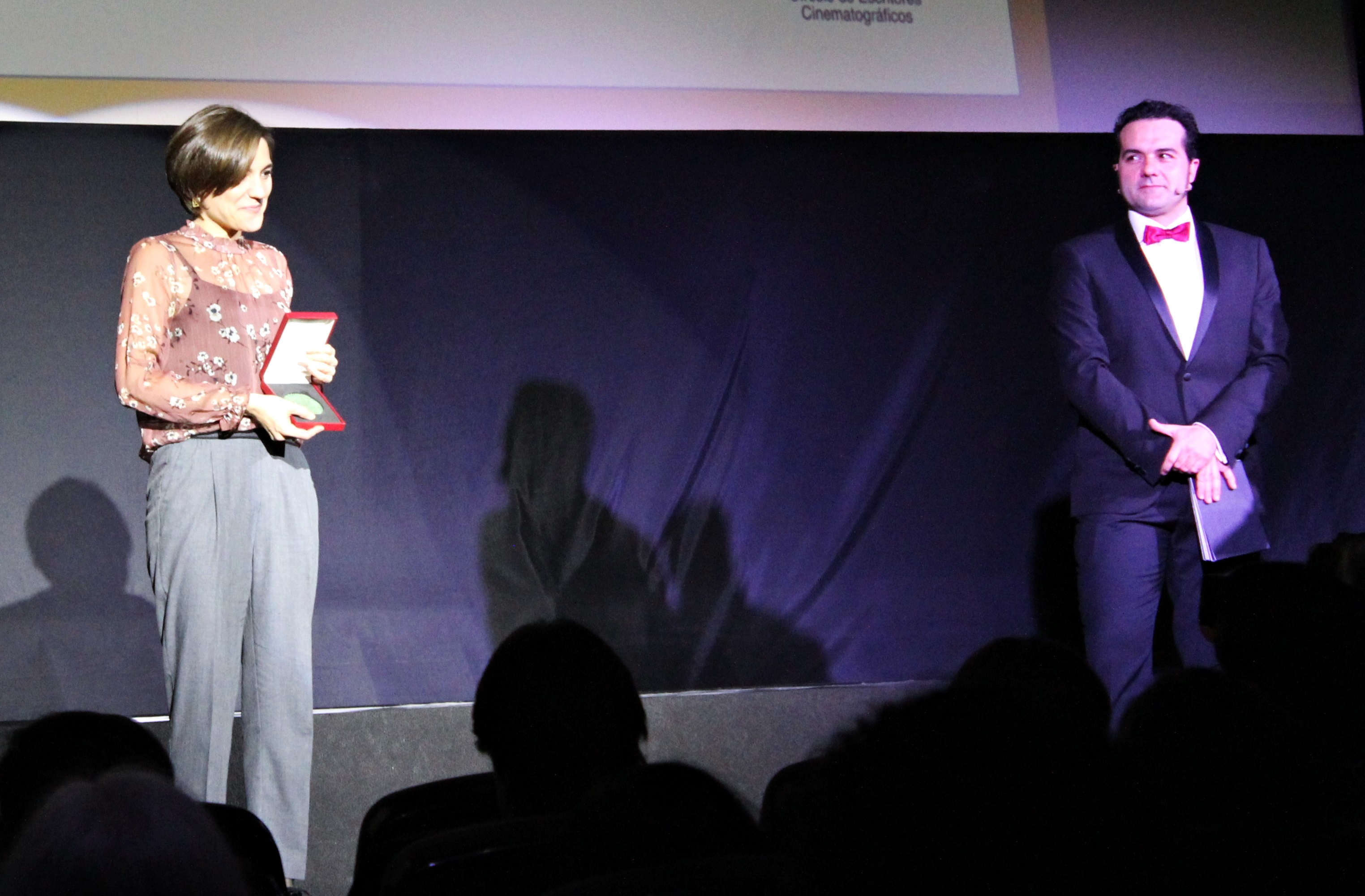
Simón recibió dos medallas del CEC de 2017 por Verano 1993.

Festival Internacional de Cine de Berlín
| Año  | Categoría                            | Película    | Resultado |
| ---- | ------------------------------------ | ----------- | --------- |
| 2017 | Mejor ópera prima                    | Verano 1993 | Ganadora  |
| 2017 | Gran Premio del Jurado Internacional | Verano 1993 | Ganadora  |
| 2022 | Oso de Oro a mejor película          | Alcarràs    | Ganadora  |

Premios Feroz
| Año  | Categoría                                                        | Película    | Resultado |
| ---- | ---------------------------------------------------------------- | ----------- | --------- |
| 2017 | Premio Puerta Oscura al mejor largometraje de la sección oficial | Verano 1993 | Ganadora  |

Medallas del Círculo de Escritores Cinematográficos
| Año  | Categoría            | Película    | Resultado |
| ---- | -------------------- | ----------- | --------- |
| 2017 | Directora revelación | Verano 1993 | Ganadora  |
| 2017 | Mejor guion original | Verano 1993 | Ganadora  |
| 2022 | Mejor director       | Alcarràs    | Nominada  |
| 2022 | Mejor guion original | Alcarràs    | Nominada  |

Festival de Málaga
| Año  | Categoría                                   | Película    | Resultado |
| ---- | ------------------------------------------- | ----------- | --------- |
| 2017 | Biznaga de Oro a la mejor película española | Verano 1993 | Ganadora  |

Otros Premios
Premios de Verano 1993
- 2017 - Mejor ópera prima en el Festival Internacional de Cine de Berlín (Berlinale) además de Gran Premio del Jurado Internacional (Sección Generation Kplus, destinado al público juvenil, exaequo con la coreana "Becoming Who I Was", de Chang-Yong Moon).[10]

- 2017 - Biznaga de Oro a la mejor película en el Festival de Málaga además de Premio Feroz Puerta Oscura al mejor largometraje de la sección oficial del mismo festival -concedido por la Asociación de Informadores Cinematográficos de España (AICE)-. Premio SGAE Dunia Ayaso, Premio SIGNIS, Premio ASECAN

- 2017 - Mejor largometraje y Premio de la crítica joven en 10.º Festival Internacional de Cinema en Català FIC-CAT.

- 2017 - Mejor Dirección, Premio del Público y Premio Signis en el Buenos Aires Festival Internacional de Cine Independiente (BAFICI) de Buenos Aires.[3]

- 2017 - Premio Écrans Juniors en Cannes.[3]

- 2017 - Premio Especial del Jurado, Istanbul Film Festival

- 2017 - Premio del Público, CineLatino Tübingen

- 2017 - Mejor Película, Odesa Film Festival

- 2017 - Seleccionado para representar a España en los Premios Oscar

- 2017 - Premis Tendències en la categoría al Creador Emergente, otorgado el Cultura de EL MUNDO de Catalunya.

- 2018 - Women in Motion Young Talent Priz. Festival de Cannes.[18]

- 2018 - Premio Asecan como Mejor Película Española -sin producción andaluza- otorgado por La Asociación de Escritores y Escritoras de Cine de Andalucía, Asecan.[19]

- 2020 - Premi Nacional de Cultura de la Generalidad.[20]

Premios de Correspondencia
- 2020 - Tercer premio "Ciudad de Alcalá" por Correspondencia, en el Festival de Cine de Alcalá de Henares.

Premios a la trayectoria
- 2023 - Premio Nacional de Cinematografía, otorgado por el Ministerio de Cultura y Deporte[21]
- 2024 - Premio Comadre de Cine, otorgado por la Tertulia feminista les Comadres en el Festival Internacional de Cine de Gijón.[22]
- 2025 - Recibió La Cruz de San Jordi, reconocimiento otorgado por la Generalitat de Cataluña.[23]